# سان مور ديه فوسيه
سان-مور-دي فوسي (بالفرنسية: Saint-Maur-des-Fossés) هي بلدية فرنسية  تابعة لإقليم فال دو مارن في إيل دو فرانس وتقع في شمال فرنسا وهي اليوم ضاحية لباريس ويسكنها حوالي 75000 نسمة حسب إحصائيات سنة 2009.

## توأمة
لسان مور ديه فوسيه اتفاقيات توأمة مع كل من:
- بفورتسهايم (1989 - )
- هاملن
- رامات هاشارون
- ريميني
- زيغينشور
- ليريا
- لا لوفيير
- بونكور رجيس [الإنجليزية]‏

## أعلام
- ادمون والاس
- فانيسا بارادي
- مارسيل رينو
- جوليان لاشور
- باسكال مارتينوت لاغارد
- لوسيان تروبيل
- سيليستين ديلمر
- فينتشنزو بيروجي

## روابط
- الموقع الرسمي لعمادة المدينة